# 浅居円
浅居 円（あさい まどか、1991年〈平成3年〉7月28日 - ）は、日本の元女優、元タレント、元AKB48研究生(8期生)。滋賀県出身。AKS→テンダープロ→エヌアンドエスプロモーション所属。現在は不明。

## 略歴
AKB48第8期研究生だったが2009年12月4日で卒業（ちなみに8期研究生で正規へ昇格したメンバーはいない）。
- 2010年、日テレジェニック2010に出場しベストスマイル賞受賞[2]。
- 2010年、ミスFLASH2011に出場しファイナリストまで残る[3]。
- 2011年、ミスヤングチャンピオンに出場し2回戦敗退。
- 2012年、映画『すべての女に嘘がある』で初主演[4]。
- 2012年、サミーガールズに選ばれる[5]。

## 人物
- 特技は、笑顔、バレエ、水泳[6]。
- 趣味は、深海魚図鑑鑑賞[6]。
- 資格は、日本漢字能力検定三級、実用英語技能検定四級[6]。

## AKB48在籍時の参加楽曲

### 劇場公演ユニット曲
チームA 5th Stage「恋愛禁止条例」公演
- スコールの間に（バックダンサー）
- 真夏のクリスマスローズ（バックダンサー）

チームB 4th Stage「アイドルの夜明け」公演
※内田眞由美の全員曲アンダー
- 片思いの対角線（バックダンサー）

 THEATRE G-ROSSO「夢を死なせるわけにいかない」公演
- Confession
※佐藤亜美菜・大島優子のスタンバイ。

研究生「アイドルの夜明け」公演
- 残念少女
- 天国野郎（バックダンサー）

## 作品

### 映像作品
- ミレニアム・バンブー 少女陰陽師 妖刀暗鬼伝（2012年1月4日、ケー・シー・ワークス） - 華月朋香 役

## 出演

### バラエティ
- ピーチ流!（2010年 - 、読売テレビ）
- ネプ&イモトの世界番付（2011年 - 2016年 、日本テレビ、調査ものの「日本代表」として）

### ラジオ
- 夢はハリウッド!KU・RO・HU・NEプロジェクト（ニッポン放送）

### 舞台
- 劇団jeep 第5回公演「サンタクロースが歌ってくれた」（2011年1月27日 - 30日、参宮橋TRANCE MISSION）
- KU・RO・HU・NEプロジェクト第一弾舞台「すべての女に嘘がある〜少女、剪定〜」（2012年4月10日 - 15日、シアターブラッツ）
- はっぴぃどりーみんぐ Vol.2「HIDEYOSHI」（2013年4月9日 - 14日、山王フォレストシアターTHEATER）

### 映画
- ナナとカオル（2011年3月、バップ） - 睦月ユカリ 役
- すべての女に嘘がある（2012年1月、日本出版販売） - 桐山はるか 役
- ナナとカオル 第2章（2012年9月、バップ）

### インターネットテレビ
- アイドル生放送局「月曜日」（2012年6月-、ニコニコ生放送）